# Cassinia
|  | Per a altres significats, vegeu «Cassinia (revista)». |

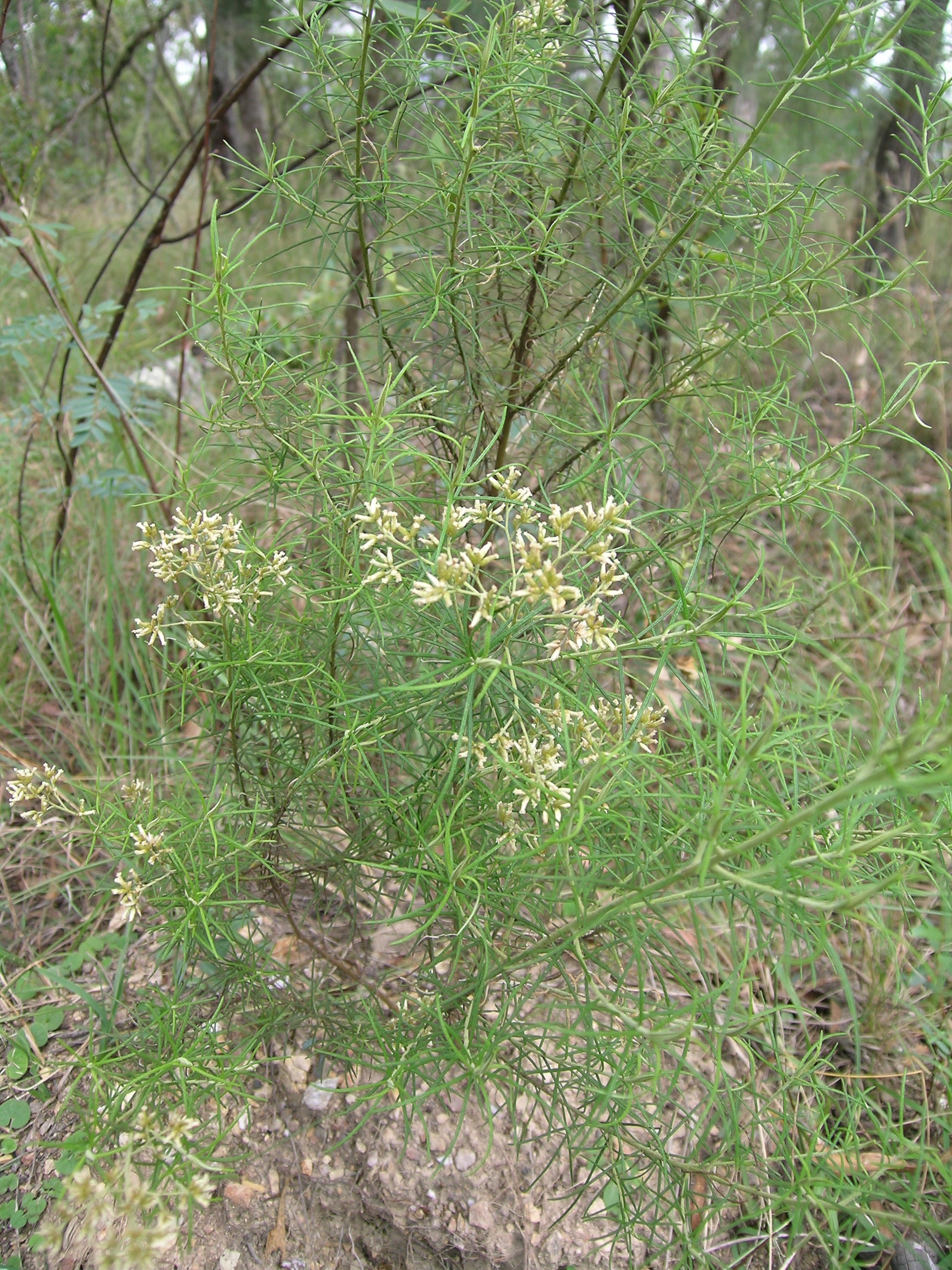
Cassinia laevis

Cassinia és un gènere de plantes angiospermes de la família de les asteràcies (Asteraceae). Són plantes natives d'Austràlia.

## Descripció
Són arbusts d'entre mig i 2 metres d'altura, tot i que poden atènyer els 8. Les fulles són tomentoses o glabres, amb el marge enter que es disposen de manera alternada, usualment tenen el marge revolut i són mucronades. Les flors es troben agrupades en nombrosos capítols, a l'involucre hi ha diverses fileres de bràctees. Totes les flors són hermafrodites, tubulars amb cinc lòbuls, la corol·la pot ser blanca, crema o groga. El fruit és un aqueni amb o sense papus.

## Taxonomia

### Etimologia
Va ser anomenat en honor del botànic francès Alexandre Henri Gabriel de Cassini (1781–1832).

### Espècies
Dins del gènere Cassinia es reconeixen les 46 espècies següents:
- Cassinia accipitrum Orchard
- Cassinia aculeata (Labill.) R.Br.
- Cassinia arcuata R.Br.
- Cassinia aureonitens N.A.Wakef.
- Cassinia cinerea Orchard
- Cassinia collina C.T.White
- Cassinia compacta F.Muell.
- Cassinia complanata J.M.Black
- Cassinia copensis Orchard
- Cassinia cunninghamii DC.
- Cassinia decipiens Orchard
- Cassinia denticulata R.Br.
- Cassinia diminuta Orchard
- Cassinia furtiva Orchard
- Cassinia helenae Orchard
- Cassinia hewsoniae Orchard
- Cassinia laevis R.Br.
- Cassinia lepschii Orchard
- Cassinia leptocephala F.Muell.
- Cassinia longifolia R.Br.
- Cassinia macrocephala Orchard
- Cassinia maritima Orchard
- Cassinia monticola Orchard
- Cassinia nivalis Orchard
- Cassinia ochracea Orchard
- Cassinia ozothamnoides (F.Muell.) Orchard
- Cassinia petrapendula (Orchard) Orchard
- Cassinia quinquefaria R.Br.
- Cassinia rugata N.G.Walsh
- Cassinia scabrida Orchard
- Cassinia sifton Orchard
- Cassinia storyi (Orchard) Orchard
- Cassinia straminea (Benth.) Orchard
- Cassinia subtropica F.Muell.
- Cassinia tegulata Orchard
- Cassinia telfordii Orchard
- Cassinia tenuifolia Benth.
- Cassinia tenuis (Orchard) Orchard
- Cassinia theodori F.Muell.
- Cassinia theresae Orchard
- Cassinia thinicola Orchard
- Cassinia trinerva N.A.Wakef.
- Cassinia uncata A.Cunn. ex DC.
- Cassinia venusta Orchard
- Cassinia wilsoniae Orchard
- Cassinia wyberbensis Orchard

### Híbrids
S'han descrit els següents híbrids naturals:
- Cassinia × adunca F.Muell.

### Sinònims
Els següents noms científics són sinònims heterotípics de Cassinia:
- Achromolaena Cass.
- Chromochiton Cass.